# A113 (route russe)
L'A113 est un projet d'autoroute en Russie. Elle deviendra la ceinture périphérique de Moscou, complétant la grande ceinture périphérique A108 déjà existante.

## Caractéristiques
L'autoroute comportera entre 4 et 8 voies selon les sections, et aura une longueur totale de 521 kilomètres. Elle sera parsemée de 34 échangeurs et 278 ponts.

## Historique
Le début de sa construction était d'abord prévue en 2011, puis retardée à 2014. L'autoroute sera mise en service à partir de 2022.